# Itinérances
 (août 2022).
Si vous disposez d'ouvrages ou d'articles de référence ou si vous connaissez des sites web de qualité traitant du thème abordé ici, merci de compléter l'article en donnant les références utiles à sa vérifiabilité et en les liant à la section « Notes et références ».
Le Festival Cinéma d'Alès - Itinérances est une manifestation de cinéma généraliste créée en 1983, qui a lieu chaque année à Alès dans le Gard. Avec environ 45 000 entrées par édition, le Festival est devenu une des principales manifestations cinématographiques en France. Depuis la venue d’Aki Kaurismäki, en 1993, le Festival décline chaque année l’intitulé Itinérances.

## Organisation

### L'association
Présidée par Julien Camy, la manifestation et les activités du Festival sont organisées par l'association Festival Cinéma d'Alès. Forte de plus de 100 adhérents, cette association loi de 1901 s’appuie, tout au long de l’année sur la participation active de près de 230 bénévoles. En novembre 2008 Le Festival Cinéma d'Alès est reconnu Association d'intérêt général.

### Lieux
Le Festival utilise des salles dans différents lieux de la ville d'Alès et de son agglomération :
- Le théâtre Le Cratère (théâtre labellisé Scène nationale proposant 2 salles respectivement de 850 et 200 places)
- Le cinéma Cinéplanet
- Différentes salles de cinéma des villes ou villages de l'agglomération comme la salle Lafare Alais de Saint-Martin-de-Valgalgues
- La Médiathèque Alphonse-Daudet d'Alès

### Financements
En 2024, le budget des activités du Festival sur toute l'année s'élevait à près de 700 000 €. Sur un an, le Festival emploie un total de 27 salariés dont 8 en CDI pour 6 + 0,75 = 6,80 ETPT et 13 salariés en CDD pour l'équivalent de 2,5 ETPT.

#### Principales subventions publiques (30 juin 2024)
La ville d'Alès est le premier financeur de l'association à 104 000 € pour 2024. Suivent l'agglomération d'Alès avec 27 000€ qui concerne spécifiquement le Festival Ciné été, lec onseil général du Gard 43 500 €, le Conseil régional Occitanie Pyrénées-Méditerranée : 167 000 € (pour la manifestation, une autre subvention est versée au titre de Lycéens au Cinéma), aa DRAC (Direction Régionale des Affaires culturelles) Occitanie 47 950 €, le CNC (Centre National du Cinéma et de l'image animée) : 57 800€ et le syndicat mixte des transports du bassin alésien : pour 10000€ (transport des classes durant le festival).  Parmi les autres subventions, on note ANCT-DDCS[Quoi ?] 6 000 € et la région Wallonie Bruxelles 1500 €. Et enfin, les subventions d’aide à l'emploi pour les services civiques et l’embauche en contrat d’alternance (6820€)

#### Fonds propres, partenaires privés (2012)
Près de 20 % du budget du Festival provient de sa billetterie (117 000 €). 
De nombreux partenaires privés sont également associés à la manifestation et depuis sa reconnaissance d’intérêt général, le Festival développe le mécénat. On comptait dix-huit entreprises dans le Club des Mécènes pour la 43e édition en 2025.
Avec 48 % des dépenses effectuées sur son territoire, Alès est le principal bénéficiaire des retombées économiques (Gard hors Alès : 10 %, Région Languedoc-Roussillon hors Gard : 15 %, hors région : 27 %)

### Programmation

#### Festival
Manifestation généraliste, Le Festival Cinéma d'Alès décline sa programmation en mêlant fiction, documentaire et animation, patrimoine et découverte. Composé de plusieurs sections (Hommages, avant-premières, jeune public, compétition de courts métrages...), pendant 10 jours, plus de 200 films y sont présentés en présence de nombreux invités.
Depuis 2006, le Festival propose des séances accessibles aux sourds, malentendants, aveugles et malvoyants. Pour les déficients auditifs, une salle est équipée d'une boucle magnétique (système permettant de supprimer les bruits parasites dans une pièce), les films sont sous-titrés pour les sourds et malentendants et un interprète en Langue des signes française traduit les présentations, les rencontres. Un système de vélotypie (sous-titrage en direct) est également mis en place lors des rencontres. Pour les déficients visuels, les films sont audio-décrits (audiodescription).

#### Hors Festival
Le Festival mène tout au long de l'année plusieurs actions : la coordination régionale (Languedoc-Roussillon) de l'opération « Lycéens au cinéma », participe à « École et Cinéma », organise des projections avec des médiathèques et des exploitants. Le Festival est partenaire culturel des options cinéma et Audiovisuel des Lycées Jean-Baptiste Dumas d'Alès, Notre-Dame de Mende et Théophile-Roussel de Saint-Chély-d'Apcher. Depuis 2013, fin août, se déroule le Festival Ciné Été, organisé en partenariat avec la Ville d'Alès, avec projection de films en avant-première dans les cinémas de la ville et des projections en plein air.

## Histoire

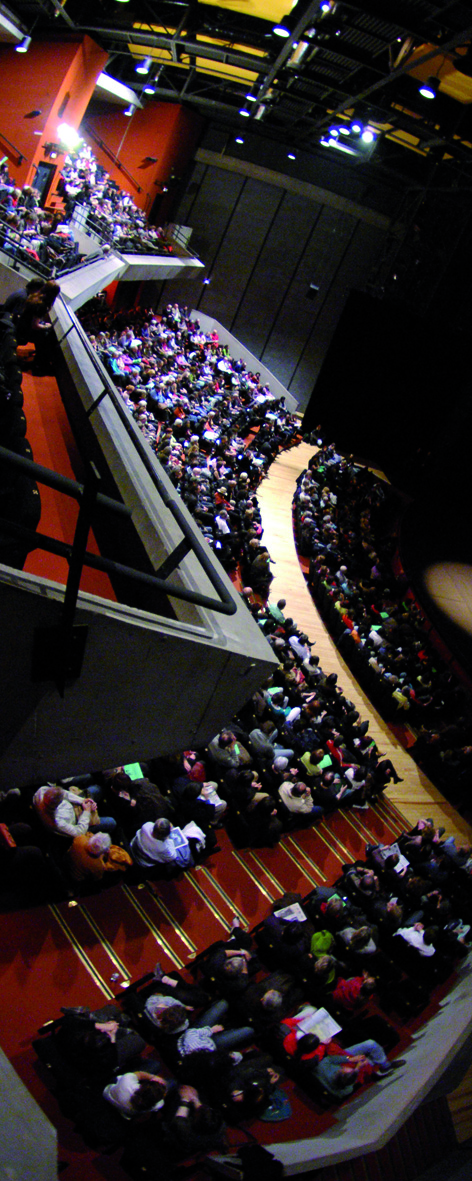
Ouverture du 26e Festival Cinéma d'Alès - Itinérances - 14 mars 2008

Le Festival Cinéma d'Alès est né par la volonté d'une poignée de passionnés au sein de l'Atelier Cinéma Vidéo (ACV) qui avaient envie de faire découvrir aux alésiens des films qu'ils n'avaient pas l'habitude de voir ou qui n'arrivaient pas en exploitation jusqu'à Alès.

### Les Festivals
Pour cause de crise sanitaire Covid-19, le 38e Festival a été annulé,. En 2021, la 39e édition a été reportée pour se décliner tout au long de l'année avec un temps fort en juin,. Le 40e Festival s'est déroulé du 25 mars au 3 avril 2022, et a vu la création du Prix Itinérances décerné à Tony Gatlif pour l'ensemble de son œuvre.

### Palmarès de la compétition de courts métrages
- 2009
  - Prix du public (décerné par le public) : Juste un Pitch d'Éric Raynaud
  - Grand prix du jury : Alter Ego de Cédric Prévost
  - Prix spécial du jury : Bonne nuit de Valery Rosier
  - Mention spéciale du jury : Tant que tu respires de Fara Sene
  - Prix de la musique originale : Frédéric Petit pour le film : Tant que tu respires de Fara Sene
  - Prix ciné court : Lucas sur Terre de Maud Alpi
  - Prix décerné par le "jury jeune" : Juste une heure de Virginie Peignien et mention spéciale à Juste un Pitch d'Éric Raynaud et Les Williams d'Alban Mench

Cette année-là le jury de la compétition est composé de Gérard Camy, Lola Frederich, Rachida Krim, Guillaume Malandrin et Alain Nouaille
- 2010
  - Prix du public (décerné par le public) : 50 Cents de Mathieu Pujol
  - Grand prix du jury : Une Pute et un Poussin de Clément Michel
  - Prix spécial du jury : Kasia d'Elisabeth Llado
  - Mention spéciale du jury : La prévention de l'usure de Gilles Charmant
  - Mention spéciale du jury pour le générique : 50 Cents de Mathieu Pujol
  - Mention spéciale du jury pour le fair-play : Kasia d'Elisabeth Llado
  - Prix de la musique originale : Jean-François Hoël pour le film : La Prévention de l’usure de Gilles Charmant
  - Prix ciné court : Dans la jungle des villes de Stéphane Demoustier et Denis Eyriey
  - Prix décerné par le "jury jeune" : 50 Cents de Mathieu Pujol et mention spéciale pour La Prévention de l’usure de Gilles Charmant

Cette année-là le jury de la compétition est composé de Pierre-William Glenn, Xavier Leherpeur, Ménéas Marphil, Marion Mazauric, Christine Pireaux et Cédric Prévost
- 2011
  - Prix du public (décerné par le public) : Je pourrais être votre grand-mère  de Bernard Tanguy
  - Grand prix du jury : Ultima Donna de Tristan Aymon
  - Prix spécial du jury : Clonk de Bertrand Lenclos
  - Mention spéciale du jury pour l'interprétation : Marie-Pierre Féringue dans Traverser de Marine Place
  - Prix de la musique originale : Sébastien Souchois pour C’est à Dieu qu’il faut le dire d'Élisa Diringer et mention spéciale pour Marine Place pour Traverser de Marine Place
  - Prix ciné court : Je pourrais être votre grand-mère de Bernard Tanguy
  - Prix décerné par le "jury jeune" : Je pourrais être votre grand-mère de Bernard Tanguy et mention spéciale pour Ultima Donna de Tristan Aymon

Cette année-là le jury de la compétition est composé de Sylvain Chomet, Thierry Desroses, Pascal-Alex Vincent, Clément Michel et Rachid Taha
- 2012
  - Prix du public (décerné par le public) : Renée de Jézabel Marquès-Nakache
  - Grand prix du jury : Dimanches de Valéry Rosier
  - Prix spécial du jury : Fais croquer de Yassine Qnia
  - Mention spéciale du jury : Je vous prie de sortir de Valérie Théodore et Dominique Baeyens pour son interprétation dans Fancy Fair de Christophe Hermans
  - Prix de la musique originale : Sébastien Chaumont, Romain Collard et Stéphane Chandelier pour 10 € de Cyril Cohen
  - Prix décerné par le "jury jeune" : Action commerciale de Pascal Jaubert
  - Prix ciné court : Quelques ecchymoses de Carl Lionnet

Cette année-là le jury de la compétition est composé de Valérie Brégain, Claude Duty, Bertrand Lenclos et Adam Traynor
- 2013
  - Grand prix du jury : Solitudes de Liova Jedlicki
  - Prix spécial du jury : Rae d'Emmanuelle Nicot
  - Mention spéciale du jury : Donde "es" la familia de Diane Valsonne
  - Prix de la musique originale : Manu ROLAND pour la Musique du film Que la suite soit douce d'Alice de Vestele
  - Prix Ciné court : Les chiens verts de Mathias et Colas Rifkiss
  - Prix du public (décerné par le public) : Véhicule école de Benjamin Guillard
  - Prix décerné par le "jury jeune" : Solitudes de Liova Jedlicki

Cette année-là le jury de la compétition est composé de Michel Demopoulos, critique de cinéma : Adrien Jolivet, comédien ; Valérie Théodore, comédienne, réalisatrice, primée au Festival 2012
- 2014
  - Prix du public (décerné par le public) : Géraldine je t'aime de Emmanuel Courcol
  - Prix décerné par le "jury jeune" : 216 mois de Frédéric et Valentin Potier
  - Grand prix du jury : Où je mets ma pudeur de Sébastien Bailly
  - Prix spécial du jury : T’étais où quand Michael Jackson est mort ? de Jean-Baptiste Pouilloux
  - Prix Bernadette Lafont pour la meilleure comédienne : Agathe Schencker pour son interprétation dans Canada de Sophie Thouvenin et Nicolas Leborgne
  - Prix de la musique originale : Canada de Sophie Thouvenin et Nicolas Leborgne

Cette année-là le jury de la compétition est composé de Arnaud Dumatin, musicien, administrateur du Festival de La Rochelle ; Isabelle Frilley, PDG Titra films : Vahina Giocante, comédienne
Liova Jedlicki, réalisateur, lauréat de la compétition 2013 ; Xavier Lambours, photographe
- 2015
  - Prix du public (décerné par le public) : Discipline de Christophe M. Saber
  - Prix décerné par le "jury jeune" : Les Frémissements du thé de Marc Fouchard
  - Grand prix du jury : De bonnes sensations de Benoit Rambourg
  - Prix spécial du jury : Discipline de Christophe M. Saber
  - Mention spéciale du jury pour Marthe de Anne-Claire Jaulin
  - Prix Bernadette Lafont : partagé entre Christelle Reboul pour Maîtresse de Ollivier Briand et Denis Eyriey pour De bonnes sensations de Benoit Rambourg
  - Prix de la musique originale :  Marc Parazon dans De bonnes sensations de Benoit Rambourg

Cette année-là le jury de la compétition est composé de Sébastien Bailly, réalisateur, lauréat de la compétition 2014 ; Gilles Duval, vice-président de Cinéma du Monde ; Audrey Lamy, comédienne
Sonia Rolland, réalisatrice
- 2017
  - Prix du public (décerné par le public) : Panthéon Discount de Stéphan Castang
  - Prix décerné par le "jury jeune" : Le Zombie au Vélo de Christophe Bourdon
  - Grand prix du jury : Féfé Limbé de Julien Silloray
  - Prix spécial du jury : Panthéon Discount de Stéphan Castang
  - Mention spéciale du jury pour En cordée de Matthieu Vigneau
  - Prix Bernadette Lafont : Leanna Chea dans Minh Tam de Vincent Maury
  - Prix de la musique originale : La République des enchanteurs enchanteurs de Fanny Liatard et Jérémy Trouilh

Cette année-là le jury de la compétition est composé de Chad Chenouga, réalisateur ; Marianne Denicourt, comédienne ; Esther Hoffenberg, réalisatrice ; Raphaël Lemonnier, musicien ; Laurent Scheid, réalisateur, lauréat de la compétition 2016
- 2018[8]
  - Grand prix du jury : Boomerang de David Bouttin
  - Prix spécial du jury : Mad de Sophie Tavert
  - Prix Bernadette Lafont pour la meilleure comédienne : Alice de Lencquesaing dans Lâchez les chiens de Manue Fleytoux et mention spéciale pour Rebecca Finet dans Les Bigorneaux d’Alice Vial
  - Prix de la musique originale : Léo Dupleix pour Les Petites mains de Rémi Allier
  - Prix du public : Les Bigorneaux d’Alice Vial
  - Prix des lycéen·nes : Et toujours nous marcherons de Jonathan Millet

- 2021
  - Grand prix du jury : Bonne Mort d'Alexandre Poulichot
  - Prix spécial du jury : À la mer de David Boutin
  - Prix Bernadette Lafont pour la meilleure comédienne : Candice Pauilhac dans L'Effort commercial
  - Prix de la musique originale : Jan Vysocky pour L'Effort commercial
  - Prix du public : Bonne mort d'Alexandre Poulichot

- 2022
  - Grand prix du jury : Soldat noir de Jimmy Laporal-Trésor
  - Prix Bernadette Lafont pour les meilleures comédiennes : Divisé entre Emma Reynes et Sarah Suco dans En piste !
  - Prix de la musique originale : Julien Thiverny pour Titan
  - Prix du public : Mémé de Céline Baibled
  - Prix des lycéens et des lycéennes : Mémé de Céline Baibled
- 2023
  - Grand prix du jury : Bonne soirée d'Antoine Giorni
  - Prix spécial du jury : La valise rouge de Cyrus Neshvad
  - Prix Bernadette Lafont pour la meilleure comédienne : Nawelle Evad dans La valise rouge
  - Prix de la musique originale : Amine Bouhafa pour Sur la tombe de mon père
  - Prix du public : Bonne soirée d'Antoine Giorni
  - Prix des lycéens et des lycéennes : Double Je d'Antonin Chalon
- 2024
  - Grand prix du jury : Suzanne de Émilie de Monsabert
  - Prix spécial du jury : On s'est croisés de Côme Webembe Tuitcheu
  - Prix Bernadette Lafont Masculin : Thomas Coumans dans Apnées
  - Prix Bernadette Lafont Féminin : Katia Tchenko dans Vodka Fanta
  - Prix de la musique originale : Max Zippel pour Aïcha
  - Prix du public : Le Syndrome de  Zulma Rouge
  - Prix des lycéens et des lycéennes : Vodka Fanta d'Elisabeth Silveiro
- 2025
  - Grand prix du jury : Mort d’un acteur de Ambroise Rateau
  - Prix spécial du jury : En beauté de Rémi Mardini
  - Prix Bernadette Lafont Féminin : Sylvia Homawoo dans Qu'importe la distance
  - Prix Bernadette Lafont Masculin : Anthony Goffi dans Un contre un
  - Prix de la musique originale : Fabien Ara pour Le Jeune Sofiane
  - Prix du public : Mort d’un acteur  de Ambroise Rateau
  - Prix des lycéens et des lycéennes : Le jeune Sofiane de Fabien Ara